# Gira de los Leones Británico-Irlandeses 1927

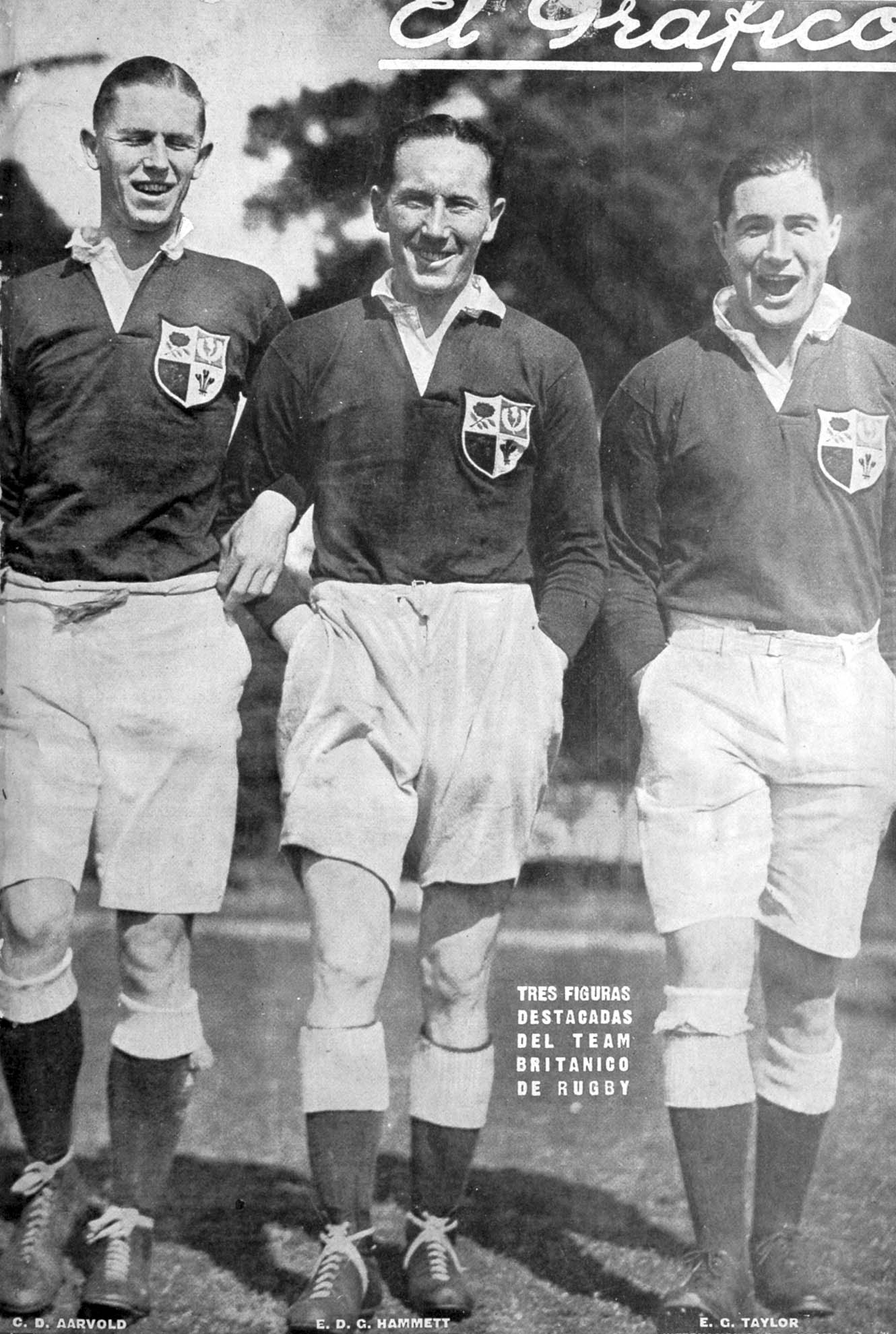
Portada de El Gráfico con los Leones C. Aarvold, E. Hammett y E. Taylor.

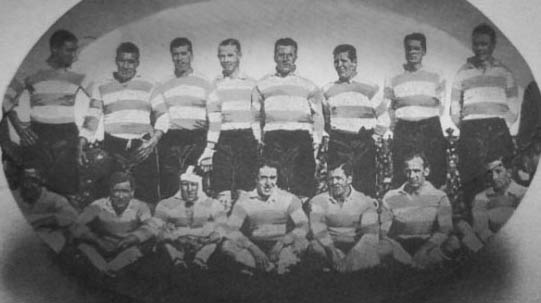
Los Pumas que enfrentaron a los Lions.

La Gira de los Leones Británico-Irlandeses 1927 fue el 10 tour internacional de rugby de los europeos que tuvo lugar en Argentina desde el 24 de julio al 21 de agosto de 1927.
Fue la segunda de las tres giras de los Lions por América del Sur. No regresarían recién hasta nueve años después en la Gira de Argentina 1936.

## Plantel
Entrenador:  James Baxter
Forwards
- Roger Wakefield
- George McIlwaine
- A.D. Allen
- David MacMyn (C)
- Granville Coghlan
- Thomas Gubb
- D.S. Troup
- James Farrell
- E. Coley
- Theodore Pike
- D.E. Law
- C.T. Payne

Backs
- J.N.S. Wallens
- A.F. Hamilton Smythe
- Robert Kelly
- Edward Taylor
- Carl Aarvold
- Peter Douty
- Ernest Hammett
- W.H. Sobey
- Jules Malfroy
- Roger Spong
- G.S. Wilson

## Antecedentes
La última vez que argentinos y británico-irlandeses se habían enfrentado fue hace diecisiete años en la Gira de Argentina & Sudáfrica 1910, aquella vez triunfaron los Lions.

## Partidos de entrenamiento
| Lions | 27–0 | Anglo-Argentinos        |
| Lions | 14–0 | CASI                    |
| Lions | 24–0 | Gimnasia & CUBA         |
| Lions | 44–3 | Belgrano & Buenos Aires |
| Lions | 29–3 | Combinado de Clubes     |

## Test matches
Primera fecha
| 31 de julio de 1927 | Argentina | 0 – 37 | Lions | Estadio GEBA, Buenos Aires                                 |                                                            |
|                     |           |        | Tries Aarvold Hammett Kelly MacMyn Payne Spong Wilson (2) Conversiones Hammett (3) Penales Hammett Drops Spong | Asistencia: ? espectadores Árbitro(s): Thomas Vile (Gales) | Asistencia: ? espectadores Árbitro(s): Thomas Vile (Gales) |

Segunda fecha
| 7 de agosto de 1927 | Argentina | 0 – 46 | Lions                                                                                           | Estadio GEBA, Buenos Aires                                 |                                                            |
|                     |           |        | Tries Aarvold (4) Kelly (2) McIlwaine MacMyn Payne Spong Conversiones Hammett (6) Drops Hammett | Asistencia: ? espectadores Árbitro(s): Thomas Vile (Gales) | Asistencia: ? espectadores Árbitro(s): Thomas Vile (Gales) |

Tercera fecha
| 14 de agosto de 1927                                                                     | Argentina          | 3 – 34 | Lions                                                                                         | Estadio GEBA, Buenos Aires                                 |                                                            |
|                                                                                          | Gol de mark Torino |        | Tries Douty Hamilton-Smythe (2) McIlwaine Taylor (3) Conversiones Hammett (5) Penales Hammett | Asistencia: ? espectadores Árbitro(s): Thomas Vile (Gales) | Asistencia: ? espectadores Árbitro(s): Thomas Vile (Gales) |
| Nota: el gol de mark consistía en un drop desde el lugar donde se había cantado el mark. |                    |        |                                                                                               |                                                            |                                                            |

Cuarta fecha
| 21 de agosto de 1927 | Argentina | 0 – 43 | Lions                                                                                         | Estadio GEBA, Buenos Aires                                 |                                                            |
|                      |           |        | Tries Aarvold (3) Coghlan Kelly 2 McIlwaine MacMyn Sobey Spong Wilson Conversiones Wilson (5) | Asistencia: ? espectadores Árbitro(s): Thomas Vile (Gales) | Asistencia: ? espectadores Árbitro(s): Thomas Vile (Gales) |